# Onthophagus rhodesianus
Onthophagus rhodesianus är en skalbaggsart som beskrevs av Frey 1975. Onthophagus rhodesianus ingår i släktet Onthophagus och familjen bladhorningar. Inga underarter finns listade i Catalogue of Life.